# Francisco Molinero
Francisco Molinero (n. 26 iulie 1985, Toledo, Spania) este un jucător de fotbal spaniol care evoluează în Primera División, la clubul Getafe.
Este un produs al școlii de fotbal a clubului Atletico Madrid, debutând pentru a doua echipă din capitala Spaniei, în 2002. În 2004 a făcut saltul la echipa mare, debutând în prima ligă spaniolă la 25 septembrie 2004, într-un meci cu Villarreal CF.
Prinde rar echipa la Atletico, și în 2006 este împrumutat pentru un sezon la FC Málaga. În 2007 revine la Madrid, odată cu expirarea împrumutului, dar nu-și mai prelungește contractul cu Atletico și semnează pentru Mallorca.
După un alt sezon petrecut în Segunda Division, la Levante, Molinero a semnat la 21 iulie 2009 un contract pentru trei ani cu Dinamo București. După un singur sezon însă, contractul său a fost reziliat.